# Dicranoptycha kwangtungensis
Dicranoptycha kwangtungensis är en tvåvingeart som beskrevs av Alexander 1942. Dicranoptycha kwangtungensis ingår i släktet Dicranoptycha och familjen småharkrankar. Inga underarter finns listade i Catalogue of Life.